# Cordillera Blanca
La cordillera Blanca es una cadena montañosa ubicada en la sierra del departamento de Áncash, Perú. Forma parte de la cordillera de los Andes y se extiende en dirección noroeste por unos 200 km. Ocupa un área de 16 000 km², siendo la cadena montañosa tropical nevada más extensa con 17 picos que sobrepasan los 6000 m s. n. m., 1072 lagunas y 722 glaciares. El Huascarán (6757 m s. n. m.) la montaña más alta del país y de la zona intertropical se encuentra en esta cordillera.
Se localiza al noroeste del Perú y corre paralela al valle del río Santa (llamado Callejón de Huaylas). El parque nacional Huascarán, establecido en 1975 para proteger el ecosistema de esta cadena montañosa, fue denominado por la UNESCO como Reserva de Biosfera en 1977 y como Patrimonio Natural de la Humanidad en 1985.
El derretimiento de la nieve en la cordillera proporciona agua durante todo el año a gran parte del norte del Perú, mientras que el 5 % de la energía eléctrica de este país proviene de la planta hidroeléctrica del Cañón del Pato, ubicada en el valle del Río Santa que es alimentado por los glaciares de la cordillera. El área de hielo permanente se redujo en alrededor de un tercio entre los años 1970 y 2006.

## Historia

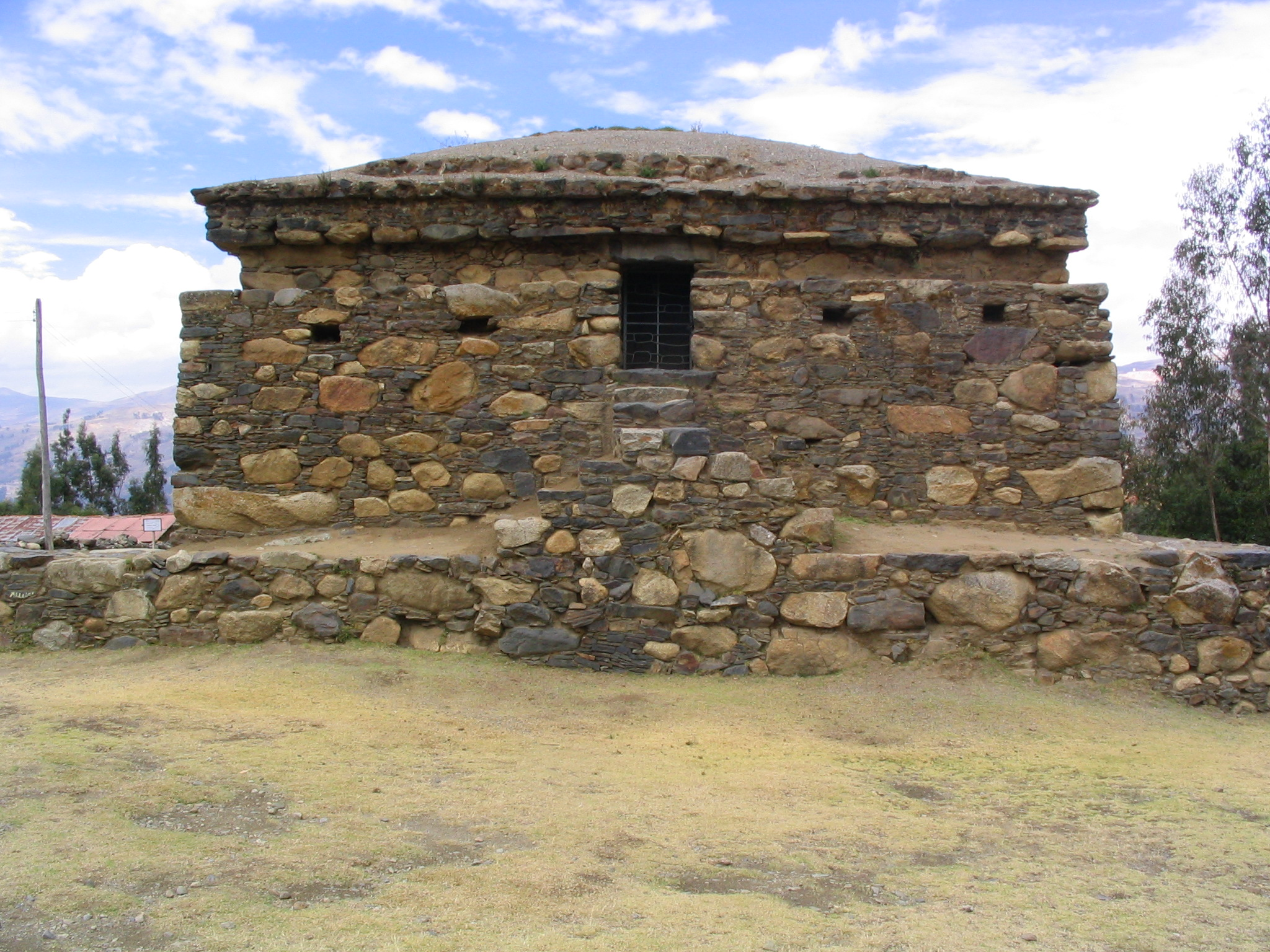
Templo de Huilcahuaín (Cultura Wari), al pie de la cordillera Blanca en las afueras de Huaraz.

En el área de la cordillera Blanca y valles aledaños, se desarrollan las culturas Chavín, Recuay y Huaylas. Posteriormente ocurren las expansiones Wari (siglo IX) e Inca (siglo XIII).
La invasión española se inicia en la zona en 1532 e introduce cambios políticos y sociales; se crean las encomiendas. Ya en 1543, el entonces Gobernador del Perú Vaca de Castro, se dispuso realizar una inspección en la sierra de Áncash a cargo del visitador Cristóbal Ponce de León para determinar la cantidad de pueblos y pobladores en el Curacazgo de Conchucos con fines tributarios.
A partir de la Segunda Guerra Mundial, los nevados de la cordillera empezaron a recibir un flujo de montañeros extranjeros, a fin de ascenderlos en pos de su cumbre. Es así que se escalan los nevados Yerupajá en 1950, Huantsán en 1952 y Alpamayo en 1957.
El 13 de diciembre de 1941, un desprendimiento de hielo o avalancha del nevado Palcaraju cayó sobre la laguna Palcacocha. Esto creó una ola que rompió el dique morrénico de la laguna, generándose un aluvión de 8 a 12 millones de metros cúbicos de agua, lodo y piedras que se desplazaron por la Quebrada Cojup hasta la ciudad de Huaraz. Según los datos finales de la Cruz Roja Peruana, se calcula que en Huaraz los muertos fueron 1800 y los heridos 500, y hubo casi 1500 familias afectadas.
A causa del terremoto de Áncash de 1970; la ciudad de Yungay, fue sepultada por un alud proveniente del nevado Huascarán, matando instantáneamente a sus 15 000 habitantes.
Al ser el Perú el tercer país en el mundo más afectado por el calentamiento global, los glaciares ubicados en la Cordillera Blanca han experimentado un grave retroceso en las últimas décadas. En 1970 tenía un área glaciar de 723,37 km², pero en 1997 redujo su masa en 15,46 %, según reporta el Instituto Nacional de Recursos Naturales del Perú.
En el 2008, las autoridades peruanas reportaron la desaparición del glaciar Broggi ubicado al este de la ciudad de Yungay, en la cabecera de la Quebrada de Llanganuco. Este glaciar tenía una dimensión superior al Pastoruri, el nevado más emblemático de la Cordillera Blanca por su belleza y atractivo turístico. El nevado Pastoruri también ha visto disminuidas sus dimensiones, por lo que ya no es considerado como un nevado sino como una cubierta de hielo.
En el 2020, registra una pérdida de la cobertura glaciar del 41.50 % para un periodo de 58 años.

## Geografía
La Cordillera Blanca es la cordillera tropical nevada más extensa en el mundo y tiene la mayor concentración de hielo en el Perú. Es parte de la Cordillera Occidental de los Andes de Perú, y tiene una dirección noroeste por 200 km entre los 8°08' y 9°58'S de latitud y los 77°00' y 77°52'W de longitud. Cuenta con varios picos por encima de 6000 m en los Andes del Perú y el pico más alto, Huascarán, se eleva a una altitud de 6768 metros de altitud. La Cordillera Blanca también actúa como una divisoria de aguas: la cuenca del río Santa hacia el oeste pertenece a la vertiente del océano Pacífico, mientras que la cuenca del río Marañón hacia el este pertenece a la vertiente del océano Atlántico.

### Glaciares
Al año 1989 se reporta un total de 722 glaciares individuales en esta cordillera, los cuales cubren un área de 723,4 km². La mayoría de estos glaciares se encuentran en el lado occidental de la cordillera, donde 530 glaciares cubren un área de 507,5 km²; mientras que en el lado oriental, 192 glaciares cubren un área de 215,9 km². El 91 % de estos glaciares se clasifican como glaciares de montaña (generalmente cortos y con pendientes extremadamente empinadas); el resto se clasifican como glaciares de valle y un casquete de hielo.
Al igual que todas las áreas de glaciares andinos, la Cordillera Blanca ha sido testigo de un importante retiro de su cubierta de hielo durante el siglo XX debido al cambio climático. Los estudios han mostrado un retroceso de más del 15 % desde los años 1970.
En 1997 un segundo inventario a partir de imágenes Landsat calcula la cobertura glaciar en 611,49 km², y un tercer inventario al 2014 arroja una cobertura de 527,61 km². El cuarto inventario que fue publicado en el 2018, que registra imágenes del 2016 con un área de 448,81 km² de cobertura glaciar.El quinto inventario publicado en el 2023 con imágenes del 2020 registraron un área de 424,86 km².

### Lagunas

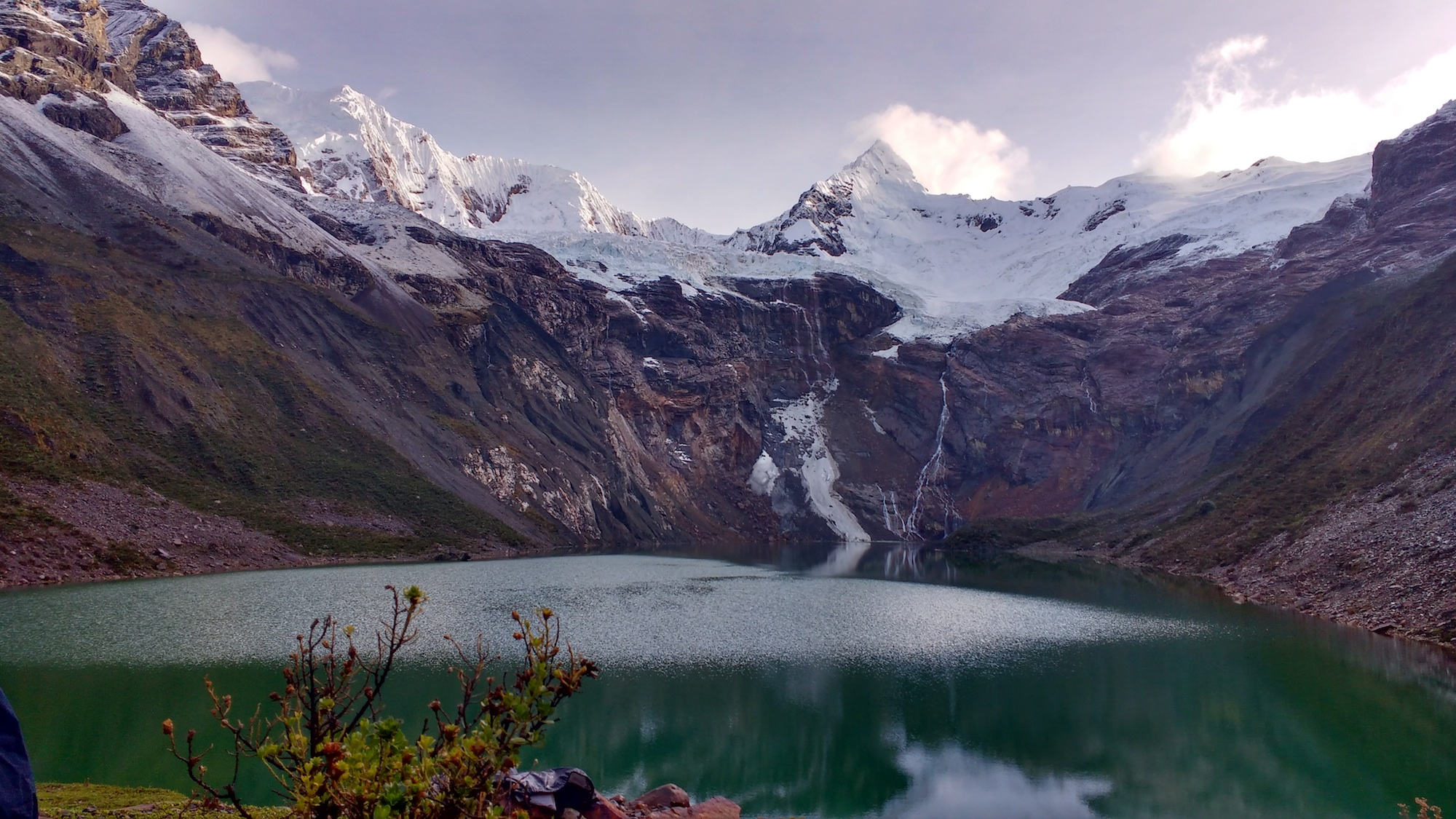
El nevado Pucaranra a la izquierda, el Tullparaju al centro y a sus pies la laguna Tullparaju en la Quebrada Quilcayhuanca.

Entre los lagos más importantes en esta cordillera se mencionan: las lagunas de Llanganuco que se localizan en el lado norte del Huascarán, y son accesibles desde Yungay; la Laguna Parón (el cuerpo de agua más grande de la Cordillera Blanca), situado justo al norte del nevado Huandoy, accesible desde Caraz, sus aguas tienen un profundo color turquesa; las lagunas Ichiccocha y Jatuncocha, que se encuentran en las inmediaciones de los nevados Artesonraju y Alpamayo y son accesibles solo por caminata o a caballo desde Caraz.
Las lagunas más notables son:
- Laguna 513
- Laguna 69
- Laguna Allicocha
- Laguna Ahuac
- Laguna Arhuaycocha
- Lagunas Artizon
- Laguna Auquiscocha
- Laguna Cancaracá
- Laguna Conococha
- Laguna Cullicocha
- Laguna Huallcacocha
- Laguna Jancarurish
- Laguna Jatuncocha
- Laguna Librón
- Laguna Minoyo
- Laguna Mullaca
- Laguna Palcacocha
- Laguna Parón
- Laguna Purhuay
- Laguna Querococha
- Laguna Radián
- Lagunas Safuna
- Laguna Yanarraju
- Laguna Ventanilla

### Picos principales

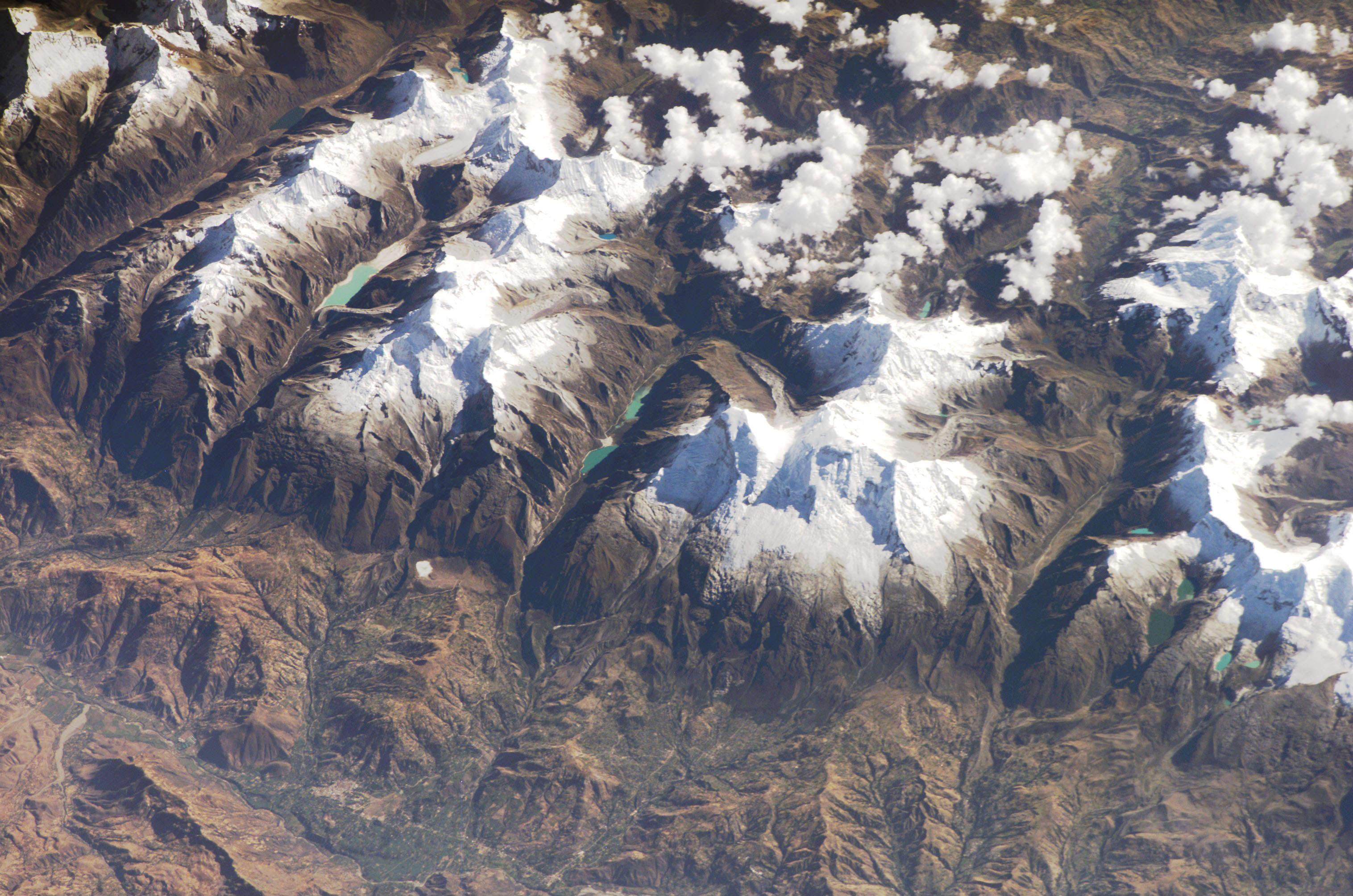
Parte de la Cordillera Blanca vista desde la Estación Espacial Internacional en 2006.

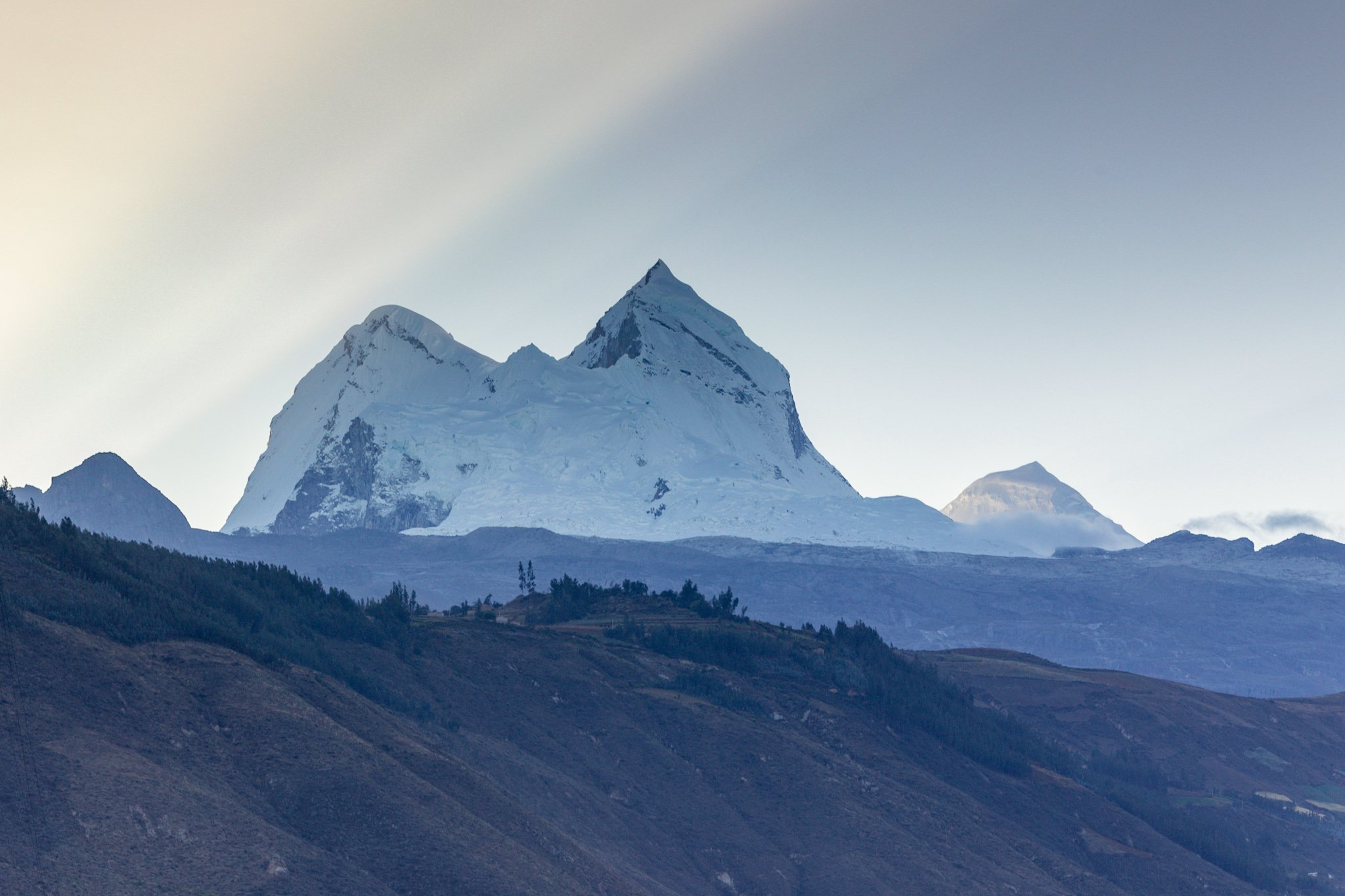
Huandoy

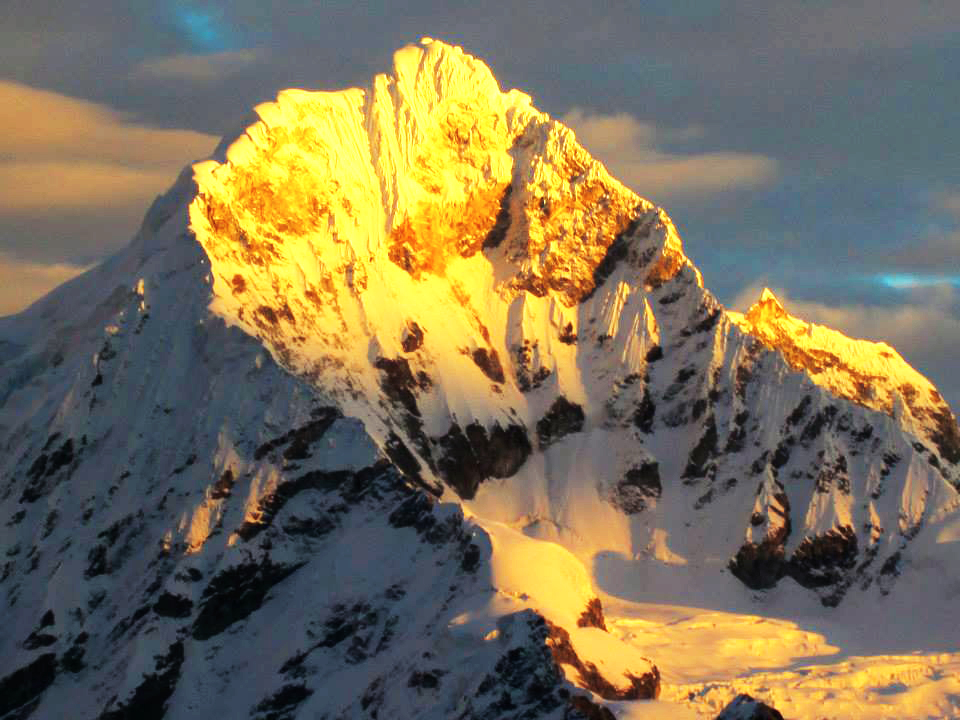
Chopicalqui

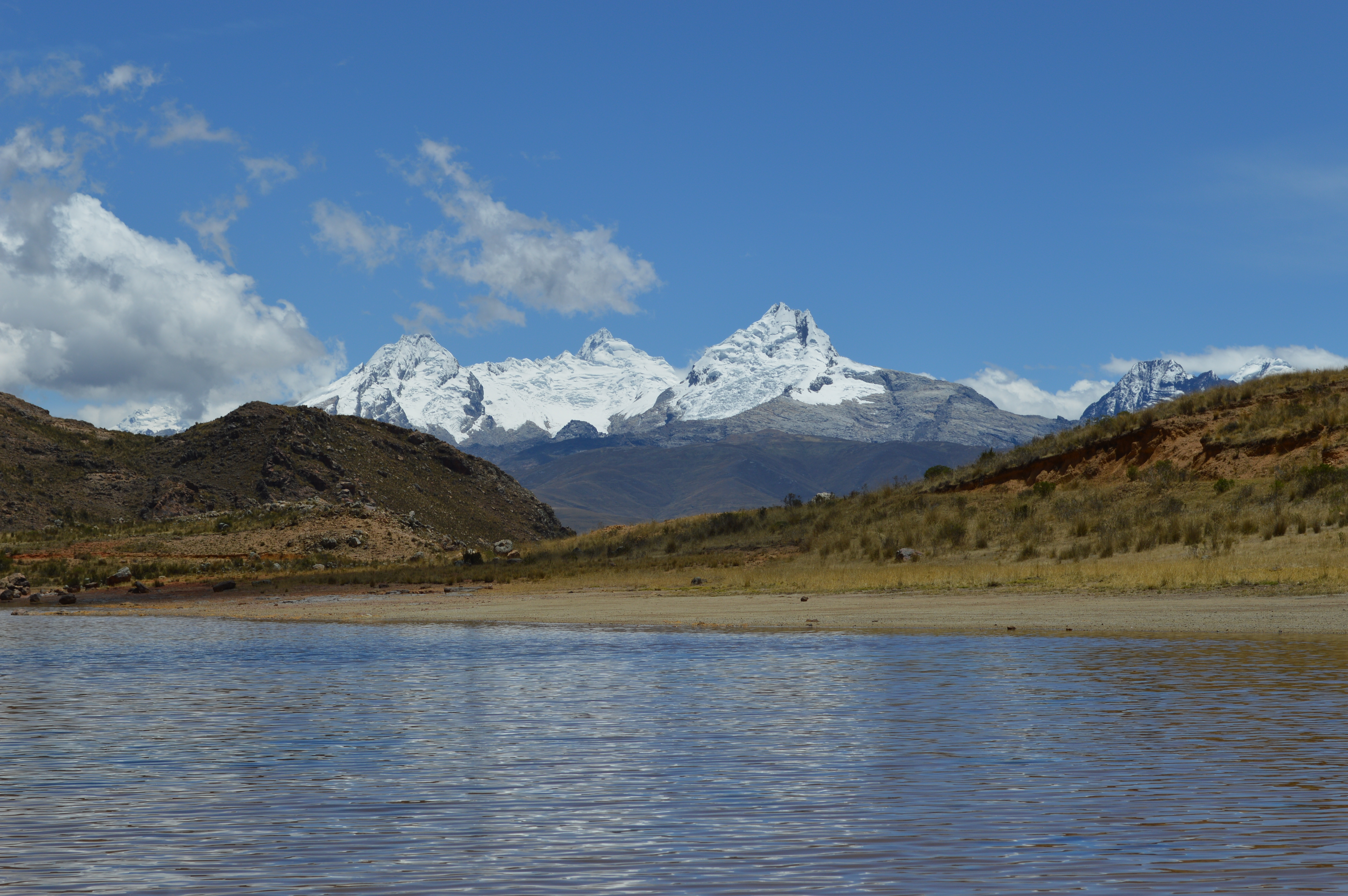
Laguna Antacocha con los nevados Cashán, Rurec, Huantsán (la cumbre) y Shacsha de fondo.

- Huascarán, 6757 m
- Huantsán, 6370 m
- Huandoy, 6360 m
- Chopicalqui, 6355 m
- Chinchey, 6310 m
- Palcaraju, 6275 m
- Santa Cruz, 6260 m
- Copa, 6190 m
- Ranrapalca, 6160 m
- Pucaranra, 6145 m
- Hualcán, 6120 m
- Chacraraju, 6110 m
- Pucajirca, 6045 m
- Quitaraju, 6040 m
- Tocllaraju, 6035 m
- Artesonraju, 6025 m
- Caraz, 6025 m
- Contrahierbas, 5955 m
- Alpamayo, 5945 m
- Ocshapalca, 5890 m
- Pirámide, 5885 m
- Ulta, 5875 m
- San Juan, 5845 m
- Taulliraju, 5830 m
- Santa Cruz Norte, 5830 m
- Rinrijirca, 5810 m
- Santa Cruz Chico, 5800 m
- Tullparaju, 5785 m
- Pisco, 5750 m
- Paccharaju, 5745 m
- Champará, 5735 m
- Uruashraju, 5720 m
- Cayesh, 5720 m
- Cashán, 5715 m
- Shacsha, 5705 m
- Rúrec, 5700 m
- Mururaju, 5690 m
- Vallunaraju, 5685 m
- Caullaraju, 5680 m
- Queshque, 5630 m
- Jatuncunca, 5600 m
- Parón, 5600 m
- Perlilla, 5585 m
- Copap, 5570 m
- Jacabamba, 5565 m
- Andavite, 5520 m
- Millishraju, 5510 m
- Tantash, 5505 m
- Carhuascancha, 5500 m
- Churup, 5495 m
- Challhua, 5485 m
- Tuco, 5480 m
- Pucagaga Punta, 5460 m
- Yanapaccha, 5460 m
- Kima Rumi, 5460 m
- Huamashraju, 5435 m
- Urus, 5425 m
- Jatunmontepuncu, 5415 m
- Milluacocha, 5405 m
- Rocotopunta, 5400 m
- Raju Cutac, 5355 m
- Pucaraju, 5345 m
- Tarushcancha, 5345 m
- Tuctopunta, 5345 m
- Pomabamba, 5335 m
- Maparaju, 5325 m
- San Julián, 5325 m
- Vicos, 5315 m
- Carhuallún, 5290 m
- Chequiaraju, 5285 m
- Pilanco, 5285 m
- Rima Rima, 5250 m
- Tuctubamba, 5240 m
- Santón, 5240 m
- Yanamarey, 5235 m
- Tarush Huachanan, 5205 m
- Camchas, 5180 m
- Pacra, 5120 m
- Sentilo, 5100 m
- Ichic Jeulla, 5090 m
- Yanarrajo, 5055 m
- Pucaraju, 5025 m
- Pumahuaín, 5010 m
- Arteza, 5000 m
- Tuctu, 5000 m
- Kunkush, 5000 m
- Cahuish, 4900 m
- Gaico, 4900 m
- Collpa Janca, 4800 m

## Turismo
Refugios de alta montaña

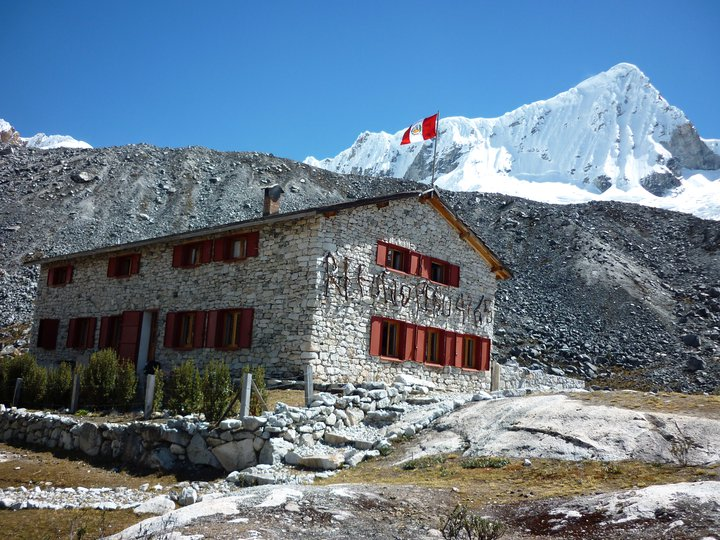
Refugio Perú a, ubicado en el campo morrena del nevado Pisco.

Recordando a los Alpes, el sacerdote salesiano Ugo de Censi, gestionó la construcción de refugios de alta montaña para turistas y montañeros, con el objeto de recolectar fondos que se destinan a los más pobres de la zona,  mejorar caminos, reconstruir chozas, comprar herramientas, etc. 
En la actualidad, existen instalados 5 refugios: Refugio Perú (4765 m), Refugio Ishinca (4350 m), Refugio Don Bosco (4670 m), Refugio Vivaque Longoni (5000 m) y Refugio Contrahierbas que dan cobertura a picos como Huandoy (6395 m), Pisco (5752 m), Urus (5495 m), Ishinca (5530 m), Tocllaraju (6030 m), Palcaraju (6270 m), Ranrapalca (6162 m), Ocshapalca (5888 m), Contrahierbas y Huascarán.